# 紀元前4千年紀
紀元前4千年紀（きげんぜんよんせんねんき）は、西暦による紀元前4000年から紀元前3001年までを指す千年紀（ミレニアム）である。現在からおよそ5000年〜6000年前に当たる。

## 時代
- 中石器時代の終わり。
- ヨーロッパで巨石文明
- 日本、縄文時代中期。
  - 温暖な気候を背景に、縄文文化は最盛期を迎える。

## できごと
- 「クルガン文化」？ - スレドニ・ストグ文化（アゾフ海流域）とマイコープ文化（コーカサス地方）を包含する仮説の文化、インド・ヨーロッパ祖族の候補。
- 紀元前4000年頃、黒海北部から南ロシアに懸けての草原地帯で、はじめて野生種の馬が家畜化された。アンデスの高地でリャマの飼育が始まった。リャマは、毛と皮を利用するほか食用や運搬用に用いられている。稲の栽培がインド北東部のアッサム地方から中国雲南の雲貴高原にかけての山岳地帯でも始まった。
- 紀元前40世紀 - メソポタミアの都市国家ウルの創建
- 紀元前4000年-3000年頃 - ナイル川流域にナカダ文化（en:Naqada culture）
- 紀元前3761年 - 近代ユダヤ暦の起算年；10月7日を起算日とする
- 紀元前3760年 - ユダヤ歴による天地創造の始まり：9月25日または3月29日
- 紀元前36世紀 - シュメール文明、都市国家分立
- 紀元前3300年頃 - 中国河南省の双槐樹遺跡宮殿跡はこの時期に造営される。
- メソポタミア、キシュ第1王朝から第4王朝
- イヌイットの祖先、ベーリング海峡を超え、アジアからアラスカへ至る
- 中国で龍山文化が誕生。黄河文明がおこる。
- 紀元前3114年 - この年の8月13日または8月11日にマヤ文明の長期暦（GMT対照法）が始まる（＝マヤ文明による天地創造の日）
- 紀元前3102年2月18日 - ヒンドゥー教神話によるカリ・ユガ時代の始まり、伝承によるクリシュナの没日

## 人物
- エッツィ（ヒベルナトゥス） - 「アイスマン」。イタリアの氷河の中で凍った遺体が発見された石器時代の人（紀元前3300年頃）
- ナルメル - エジプト王（紀元前3100年頃）

## 発明・発見
- 国家の支配者が地上での神の代理人であるという信仰の始まり
- メソポタミアでシュメール人による都市の建設
- 紀元前38世紀 - 
  - 釘の発明
  - 中国で絵筆を用いた絵画が始まる。
- 紀元前35世紀 - エジプトの最初期の都市の建設
- 文字：ウルクとスサで楔形文字、エジプトでヒエログリフ
- 中東で轆轤の使用
- ロシアのステップ地帯でウマの家畜化
- 紀元前32世紀 - インドでニワトリの家畜化
- メソポタミアでブドウ (vitis vinifera) の栽培
- ナイル川で帆を使う船の使用
- 中国で養蚕と絹織物製作のはじまり。